# Aliberti
La editorial Aliberti o Aliberti editore (desde 2015, Compañía editorial Aliberti) es una casa editora italiana con sede operativa en Reggio Emilia y sede legal en Roma. De 2001 a 2018 ha sido calificada como gran editora publicando aproximadamente 58 volúmenes el año.

## Historia
Francesco Aliberti fundó la casa editora en 2001. Radicada en Emilia, en junio de 2018 alcanzaba sumar 1.000 títulos en su catálogo. Aliberti editor se distribuyó en un principio en RCS MediaGroup (después Rizzoli), hasta 2008, para trabajar después con Mensajerías Libros del grupo De Agostini. En el Salón de Turín de 2011, comisariado por Gian Arturo Ferrari, fue incluida entre los 15 editoriales emergentes.

## Autores
Entre los autores y obras más destacados publicados por Aliberti figuran:
- Saverio Tommasi: Gesù era ricco - Contro Comunione e liberazione.
- Andrea Cangini entrevista a Francesco Cossiga: Fotti il potere.[6]
- Andrea Gallo con Loris Mazzetti: Sono venuto per servire.[7]
- Cinzia Lacalamita: Daniele, storia di un bambino che spera (Prefacio de Silvia Tortara), L'Uomo nero esiste (Prefacio de Irene Pivetti), Volevo un marito - Una storia vera, Margherita Hack - La stella infinita.
- Andrea Gallo: Di sana e robusta costituzione.[8]
- Stefano Andreoli y Alessandro Bonino: Spinoza. Un libro serissimo y Spinoza. Una risata vi disseppellirà.[9]
- Enrico Vaime: Era ormai domani, quasi.[7]
- Enrico Vaime y Maurizio Costanzo: Il poeta Straniero, ovvero Straniero Ugo, poeta.
- MarianoSabatini: Ci metto la firma! La gavetta dei giornalisti famosi.
- Claudio Sabelli Fioretti entrevista a Piergiorgio Odifreddi: Perché Dio non esiste.
- Paolo Guzzanti: Mignottocrazia, Guzzanti vs Berlusconi, Guzzanti vs De Benedetti. Faccia a faccia fra un gran editore e un giornalista scomodo, Il mio agente Sasha.
- Pier Luigi Celli: Altri esercizi di pentimento.
- Luca Telese: La marchesa, la villa e il Cavaliere.
- Flavio Oreglio: Aprosdoketon.
- Marco Presta: Il paradosso terrestre.
- Francesca Fogar: Ti aspetto in piedi.
- Oliviero Toscani: Moriremo eleganti.
- Roberto Faenza: Un giorno quest'America.
- Sonia Rottichieri: Sul mio corpo.
- Alessandro Di Nuzzo: La stanza del principe (premio Mazara del Vallo Opera Prima)[10]
- Gian Maria Aliberti Gerbotto: Il metodo antisfiga.
- Gianluca Barbera: La truffa come una delle belle arti (finalista del Premio Literario Chianti 2017)[11]
- Camillo Langone: Come sei bella. Viaggio poetico in Italia.
- Vittorio Graziosi: Sotto il segno della bilancia.[12]

## Otros proyectos
- Wikimedia Commons contiene immagini o altri file su Aliberti editore